# 宗格错
28°06′52″N 87°39′17″E / 28.11441°N 87.6548°E
宗格错是一个位于中国西藏自治区日喀则地区的湖泊，面积约为1.5平方千米，属于青藏高原。它的一级流域为广西、云南、西藏、新疆诸国际河流，二级流域为雅鲁藏布江—布拉马普特拉河水系。